# ربيخة (ويس)
ربیخة (بالفارسية: ربیخه) هي منطقة سكنية تقع في إيران في قسم ويس الريفي. يقدر عدد سكانها بـ 613 نسمة بحسب إحصاء 2016.